# Sauvelade
Sauvelade é uma comuna francesa na região administrativa da Nova Aquitânia, no departamento dos Pirenéus Atlânticos. Estende-se por uma área de 11,83 km². Em 2010 a comuna tinha 272 habitantes (densidade: 23 hab./km²).